# 渡邊将
渡邊 将（わたなべ しょう、1993年8月24日 - ）は、日本の俳優、映像作家である。

## 来歴
2013年7月、Vシネマ『凍牌～裏レート麻雀闘牌録～ 全日本竜凰位トーナメント篇』にて19歳でデビュー。
2022年8月1日 フリー（業務提携：株式会社アールズモーションジャパン）から株式会社アルファセレクションに所属

## エピソード
口笛がヘタである。
主演映画『性の劇薬』の舞台挨拶で、同じく主演の北代高士が撮影中のエピソードとして話して以来、舞台挨拶で音の出ない口笛を披露させられている。
ずっと口笛を練習していたが、劇中では別の人物による差し替えが採用された。
2020年2月22日のシネマスコーレでの舞台挨拶では城定秀夫監督と北代高士に撮影時よりも上手くなっていると言われた。
2020年2月27日の池袋シネマ・ロサでの舞台挨拶では「ちょっと上手くなっている」と言われ、会場から拍手が起こった。

## 出演

### 映画
- 『映画版 めだかの学校』(2016年 表現ユニットあるばじゅにあ)主演・斎藤和馬役[9][10]
- 『CALENDER FILMS』(2017年5月3日 URCHIN FARM)[11][12]
- 『BOYS SCHOOL』(2017年12月 FPアドバンス)[13][14]
- 『カイジ ファイナルゲーム』(2020年1月)
- 『性の劇薬』(2020年2月) 主演・桂木誠役[15]
- 『いつくしみふかき』(2020年4月)[16]
- 『クロガラス3』(2021年9月)-飯島役 [17]
- 『ヒットマン・ロイヤー』(2023年4月)-梶原光也役 [18]
- 『50音フィルム「ふ&へ」「風船飛ばし」「経て」』(2024年10月 制作:个LABO、脚本・監督:藤本竜輔)-桜優弥役[19][20]

### Vシネマ
- 『凍牌～裏レート麻雀闘牌録～全日本竜凰位トーナメント篇』(2013年) Vol.3~4 関東地区第一次予選出場者役

### ドラマ
- 『DIET?!?!』(2016年、千葉テレビ)-近藤役（「マスター☆コレクション」内 ドラマ）[21]
- 『お迎えデス。』(2016年、日本テレビ)-作業員役
- 『ヘヤチョウ』(2017年、テレビ朝日)-刑事役
- 日曜劇場 『ブラックペアン』(2018年、TBSテレビ)-帝華大医局員 本条真人役[22][23]
- 土曜ドラマ『フェイクニュース』(2018年、NHK)-新聞社社員役
- フジテレビ開局60周年特別企画『砂の器』(2019年、フジテレビ)-捜査一課刑事役
- 『天久鷹央の推理カルテ』第1話・第2話（2025年4月22日・29日、テレビ朝日） - 救命医 役[24]

### YouTube
- YouTube連続ドラマ『未来の業請人』第4話【動き出すARCHE】第7話【対能の決意】(2019年8月9日、2019年8月30日、映像製作チームWaterLily、脚本・監督 河野 竜太)-スキーフ役[25][26][27]
- レッドシーププロジェクト『ラストコTV』(2019年9月14日、C wave）[28][29]
- 『Drug & Drop』(2021年4月4日、K&C World、監督 池田海聖)-天野光貴役[30]
- 『佐久間宣行のNOBROCK TV』【人気企画】キャバ嬢役みりちゃむの罵倒に、S寄りのシソンヌ長谷川はイライラを耐えきれずキレ客に！？「第2回みりちゃむ罵倒キャバクラ神客チャレンジ」(2022年11月26日公開)-ボーイ役[31][32]
- 『佐久間宣行のNOBROCK TV』【狂気】「コロチキナダル ドーピングドッキリ」ナダルの「ドーピングでいっちゃってる」演技がヤバすぎて何も知らないアイドルが恐怖に怯える！(2023年1月18日公開)-医師役[33][34]
- 『PR ショートドラマ「生理の時に救われた神対応エピソード」 第一三共ヘルスケア×かがみよかがみ』(2023年3月15日、Asahi Digital Solutions)-ドラマ〜薬局編〜 浅井役[35][36]
- 『佐久間宣行のNOBROCK TV』【クズ弁護士ドッキリ】こたけ正義感が裏ではめちゃくちゃ金に汚い悪徳弁護士だったら…？(2023年9月23日公開)-こたけ正義感のマネージャー役[37][38]
- 『佐久間宣行のNOBROCK TV』【あるあるできないドッキリ】土佐兄弟 有輝が暗黒時代のトラウマのせいで、高校あるあるネタがまったくできなかったら？(2024年7月6日公開)-スポンサー役[39][40]
- 『アルファ歌チャレ～アニソン編～』(2024年12月19日公開)[41][42]
- 『佐久間宣行のNOBROCK TV』【地粉師ドッキリ2】闇の売人アントニーが、極悪弁護士こたけ正義感とタッグを組み、「シャブ」と見せかけてしゃぶしゃぶをバチバチにキメていたら？(2025年3月5日公開)-AD役[43]

### 舞台
- 「10/10《てんてん》」(2016年3月、本多劇場グループ 小劇場B1、 FREE(S)×BRO）[44]
- 「めだかの学校」(2016年7月、プロト・シアター、表現ユニットあるばじゅにあ)[45]
- 「ロストワールド」(2016年7月、劇場MOMO、PROPAGANDA STAGE)[46][47][48]
- 「ヨシダより愛を込めて」(2016年9月、シアターシャイン、ACT GAME 第二回戦 Bチーム)[49]
- 「明日、RainyBlueで」(2016年10月、四谷フラワースタジオ、演劇革命企画)-主演・浦野誠役[50][51][52]
- 「モラトリアム・ビジョン」(2016年12月、ひつじ座、プロパガンダステージ)[53]
- 「Stand Up Girls!」(2017年2月、四谷フラワースタジオ、演劇革命企画)[54][55]
- 「進撃の宇宙人〜ローグワン〜」(2017年7月、四谷フラワースタジオ、演劇革命企画)-荒巻役[56][57]
- 「獅子」(2017年8月、シアターグリーン BOX IN BOX、PROPAGANDA STAGE 池袋演劇祭正式参加作品)-岡田役[58][59]
- 「BOYS SCHOOL」(2017年11月、Art Live Space「Special Colors」、FPアドバンス)[60]
- 「一人舞台 命どぅ宝〜オジィの三線〜」(2017年12月23日、Art Live Space「Special Colors」、FPアドバンス)[61][62]
- 「万全離婚」(2018年2月、四谷フラワースタジオ、劇団チキンハート)[63][64]

### TV
- 「爆報！THE フライデー」(2019年4月、TBSテレビ)-金村義明さん編 再現VTR[4]
- 「THE突破ファイル」(2021年12月16日、日本テレビ)-突破交番編 カップルの彼氏役[4][65]
- 「THE突破ファイル」(2022年4月7日、日本テレビ)-突破Gメン 犯人役[66]
- 『ザ!世界仰天ニュース』～誘拐事件スペシャル～(2022年11月8日、日本テレビ)-再現VTR 刑事役[67]
- 『ワールド極限ミステリー』～府中三億円事件篇～(2023年1月25日、TBSテレビ)-刑事役[68][69]
- 『ワールド極限ミステリー』～韓国ブラザーズホーム事件～(2023年2月1日、TBSテレビ)-収容者役[70][71]
- 『ザ!世界仰天ニュース』～危険な食べ物SP～(2023年4月18日、日本テレビ)-再現VTR スタッフ役[72]
- 『ザ!世界仰天ニュース』～樹木希林 内田裕也 ハチャメチャ夫婦伝説 2時間SP～(2023年4月25日、日本テレビ)-再現VTR 内田裕也役[73]
- 『ザ!世界仰天ニュース』～連続殺人犯！筧千佐子の真実！ 2時間SP～(2023年8月29日、日本テレビ)-再現VTR 検視官役[74]
- 『ツッコミたくなる事件簿 浜田新聞社』(2024年3月17日、読売テレビ)-「クレーマー女編」スイーツ店店員役[75]
- 『ザ!世界仰天ニュース』～高校生は詐欺師?飛行機代6万円貸した親切医師!悪夢からの大逆転～(2024年4月23日、日本テレビ)-再現VTR 同僚医師役[76]
- 『ザ!世界仰天ニュース』～航空機事故2時間SP～(2024年9月17日、日本テレビ)-再現VTR ソン・ユンホさん役[77]
- 『ワールド極限ミステリー』～刑事ドラマを超えた! 神捜査ベスト3 元刑事が選ぶ第3位 夫婦殺人事件～(2024年10月2日、日本テレビ)-再現VTR エリート銀行員役[78]
- 『ザ!世界仰天ニュース』～大人の都合？ボロボロ校舎で生徒が次々退学！絶望の高校に救世主が！～(2025年1月21日、日本テレビ)-再現VTR 監督役[79]
- 『奇跡体験!アンビリバボー』～企業の不正を発見し内部告発！闘う男を支え続けた家族～(2025年2月19日、フジテレビ系列)-再現VTR 若い時の串岡さん役[80]
- 『それ、100年前から行列でした！～その起源、明治にあり！～』～帝国ホテル・ライト館誕生秘話～(2025年3月23日、中京テレビ)-久田吉之助役[81][82]

### ラジオ
- 『みつくんの新鮮アーティスト！生絞り！』(2020年10月14日、渋谷クロスFM)[83][84][85]

### 配信ドラマ
- 『Zアイランド 関東極道炎上編』(2015年、dTV)

### CM・広告
- 日総工産「企業CM」(2015年11月)[86]
- サントリー「天然水PREMIUM MORNING TEA 白桃」(2018年5月)-社員役[87][88][89]
- タケダ「アリナミン ゼロ７」(2018年7月)-サラリーマン役
- 恋活・婚活・再婚活マッチングアプリ「マリッシュ(marrish)」(2018年8月)
- Bitkey Inc.「Web BIT KEY 紹介サイト」『#彼氏の忘れ物』『#彼氏の忘れ物(2回目)』(2019年2月)-彼氏役[90]
- ユニクロ「2021年春夏 エアリズム」(2021年)- 唯一のアジア人代表[4]
- サッポロビール「男梅サワー」『男梅サワー 唯一無二の梅干し感 2023篇 30秒ver.』(2023年1月23日)[91][92]
- タイヤ館「タイヤワールド館ベスト」『タイヤワールド館ベスト新CM ベストチョイス30秒タイプ』(2023年11月2日)[93][94]
- ほけんの110番「ほけんの110番」『保険の全てを受け止める篇 15秒』(2024年4月5日)[95][96]
- TENTIAL「BAKUNE Comforter Warm」(2024年）[97][98][99]
- Studio「Web担当の日常」篇 30秒」(2024年12月5日)[100][101]

### MV
- 井上苑子「だいすき。」(2015年11月4日)[102]
- SHU-THE「貴方が会社を辞める時」(2021年7月9日)[103]

### その他
- フォトシネマ『lamp』(2017年、諸江亮/フォトシネマ[104][105])-奥山俊平役
- ショートムービー『#オトメゴコロ』[106]
- 「GirlsAward 2018 AUTUMN/WINTER」(2018年9月、幕張メッセ)-イベントブース[107]
- TikTok『男女の友情ってほんまにあるんですか？』(2023年6月3日、土井康平(どいちゃん))-翔太役[108][109]

## 監督作品
- 『バンジヌカリナク』(2019年6月29日、制作:Joint.Jacks)-脚本・監督・編集・出演[110]
- 『カフェ・オ・レ』(2019年5月1日、制作:Joint.Jacks)-脚本・監督・編集[111]
- 『タイムカプセル』(2021年)-脚本・監督・編集[112][113][114][115]
- 『バンジヌカリナク(Banzi Nukarinaku)』(2022年3月19日、制作:Joint.Jacks)-脚本・監督・編集・出演[116]
- 『ちりんちりん』ー百奇夜噺ー(現代怪奇百物語シリーズ)(2023年４月、企画・製作:ラミアクリエイト合同会社)-脚本・監督・編集[117][118]

## 受賞歴
- 萩ibasho映画祭（2021年度）
  - 新人監督賞（『タイムカプセル』）[119]